# Монополія (альбом)
 Монополія  — другий студійний альбом гурту «Гудімов».

## Пісні
1. Будем разом
2. Зв'язок (диско)
3. Сумую
4. Баста
5. Моя любов
6. Печери Нью-Йорку
7. Навесн:
8. Хамелеон
9. Обм: нюю
10. В: кна
11. Зв'язок (меланхол: я)
12. Ар: зона